# Psychotria obconica
Psychotria obconica är en måreväxtart som beskrevs av Johannes Müller Argoviensis. Psychotria obconica ingår i släktet Psychotria och familjen måreväxter. Inga underarter finns listade i Catalogue of Life.